# Astapah
Astapah is een bestuurslaag in het regentschap Sampang van de provincie Oost-Java, Indonesië. Astapah telt 1185 inwoners (volkstelling 2010).